# Volto di fanciulla
Il Volto di fanciulla è un disegno realizzato da Leonardo da Vinci e custodito oggi nella Biblioteca Reale di Torino (Italia).
Nel 1952, lo storico dell'arte statunitense Bernard Berenson, in occasione del 500º anniversario della nascita di Leonardo, definì questo ritratto il "disegno più bello del mondo".

## Descrizione
Il foglio, che presenta entrambi recto e verso disegnati, venne realizzato da Leonardo da Vinci tra il 1478 e il 1485 circa su carta preparata.

### Recto
Il recto è realizzato con punta di metallo e biacca e vede la raffigurazione di una ragazza, che dà il nome all'opera. Secondo gli studiosi, questo disegno è un tipico esempio degli esperimenti di Leonardo da Vinci sul tema del cosiddetto "ritratto di spalla", che egli apprese tramite gli insegnamenti del maestro Andrea del Verrocchio. Il "ritratto di spalla" consiste nel riprendere la figura rappresentata in movimento da vari punti di vista, con il volto rivolto verso l'osservatore e la veduta di schiena.
La fanciulla rappresentata è stata spesso identificata con Cecilia Gallerani, immortalata da Leonardo nel dipinto della Dama con l'ermellino. Tuttavia, per analogie stilistiche e per datazione, è ad oggi più probabile la tesi che vede qui uno studio preparatorio per l'Angelo della Vergine delle Rocce, di cui esistono una prima versione a Parigi e una seconda versione a Londra.

### Verso
Invece, sul verso dello stesso foglio è presente una piccola decorazione ornamentale, rappresentata da un intreccio ovale disegnato a penna e inchiostro.
Esso potrebbe rappresentare un motivo simbolico per la realizzazione di un gioiello o di un supporto ligneo di un dipinto. Secondo l'esperto leonardesco Carlo Pedretti, questo disegno è stato ricondotto alla decorazione per il piatto di una legatura.

## Galleria d'immagini

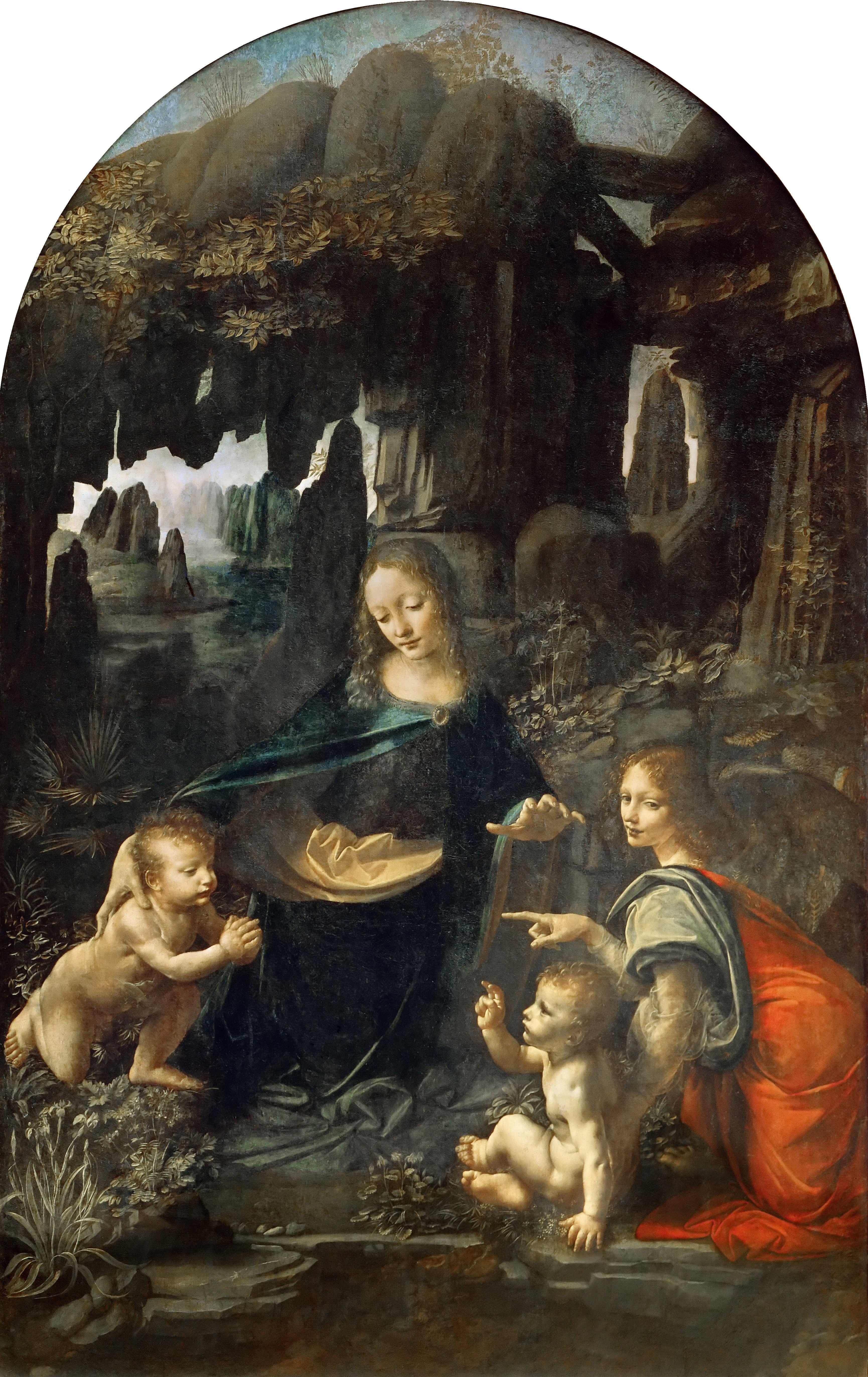
Vergine delle Rocce (Museo del Louvre, Parigi, Francia)
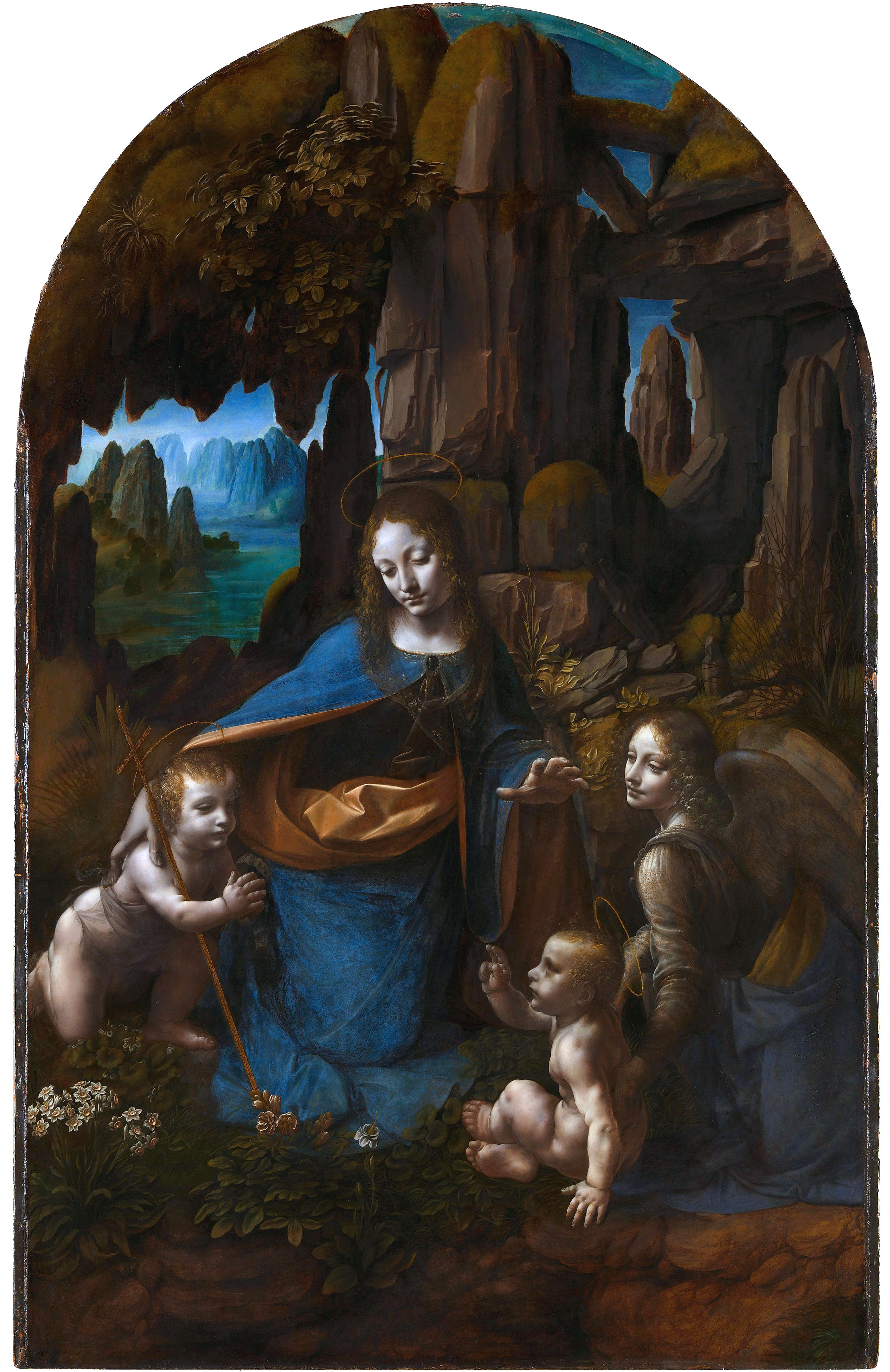
Vergine delle Rocce (National Gallery, Londra, Regno Unito)
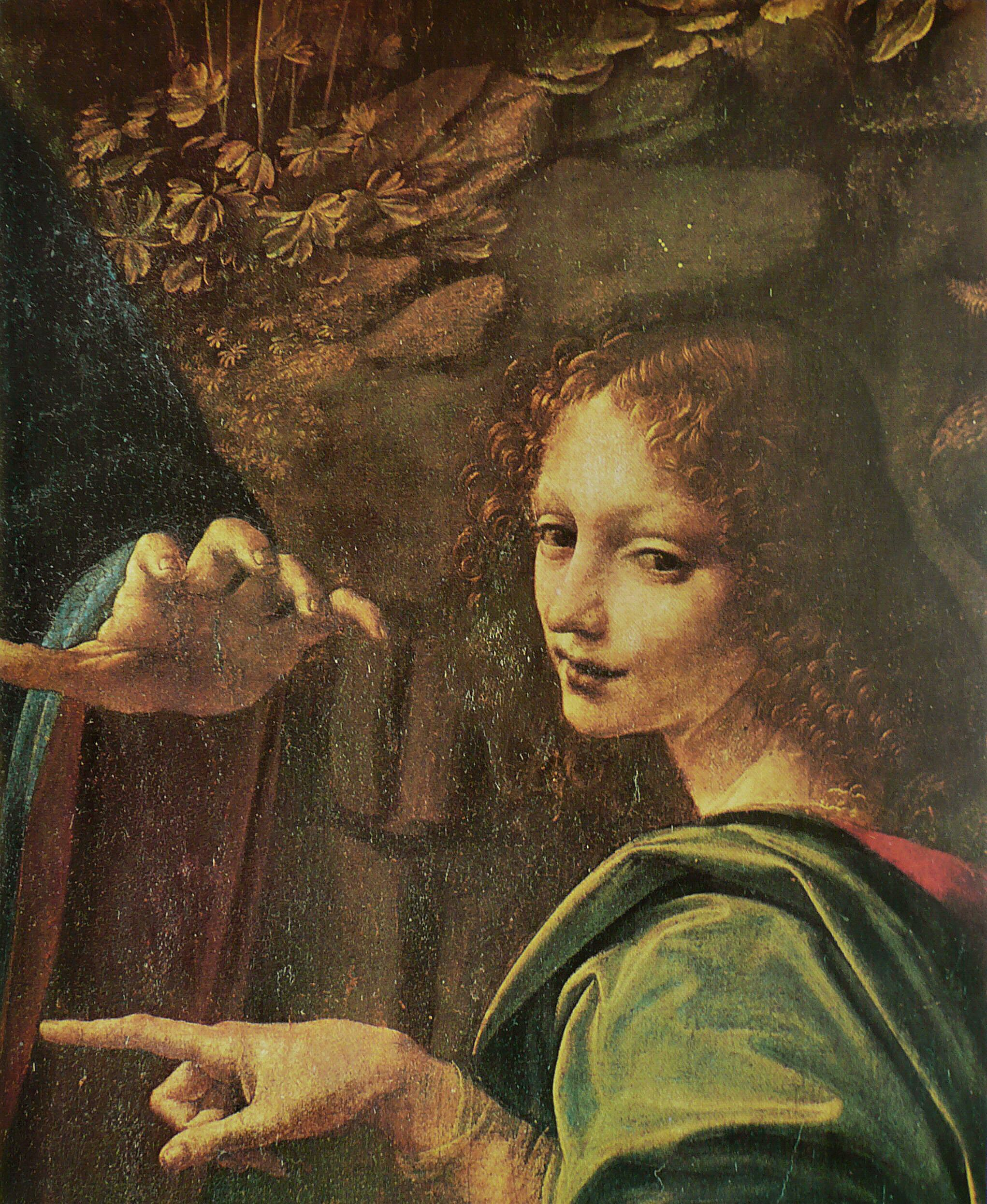
Dettaglio dell'Angelo nella versione a Parigi
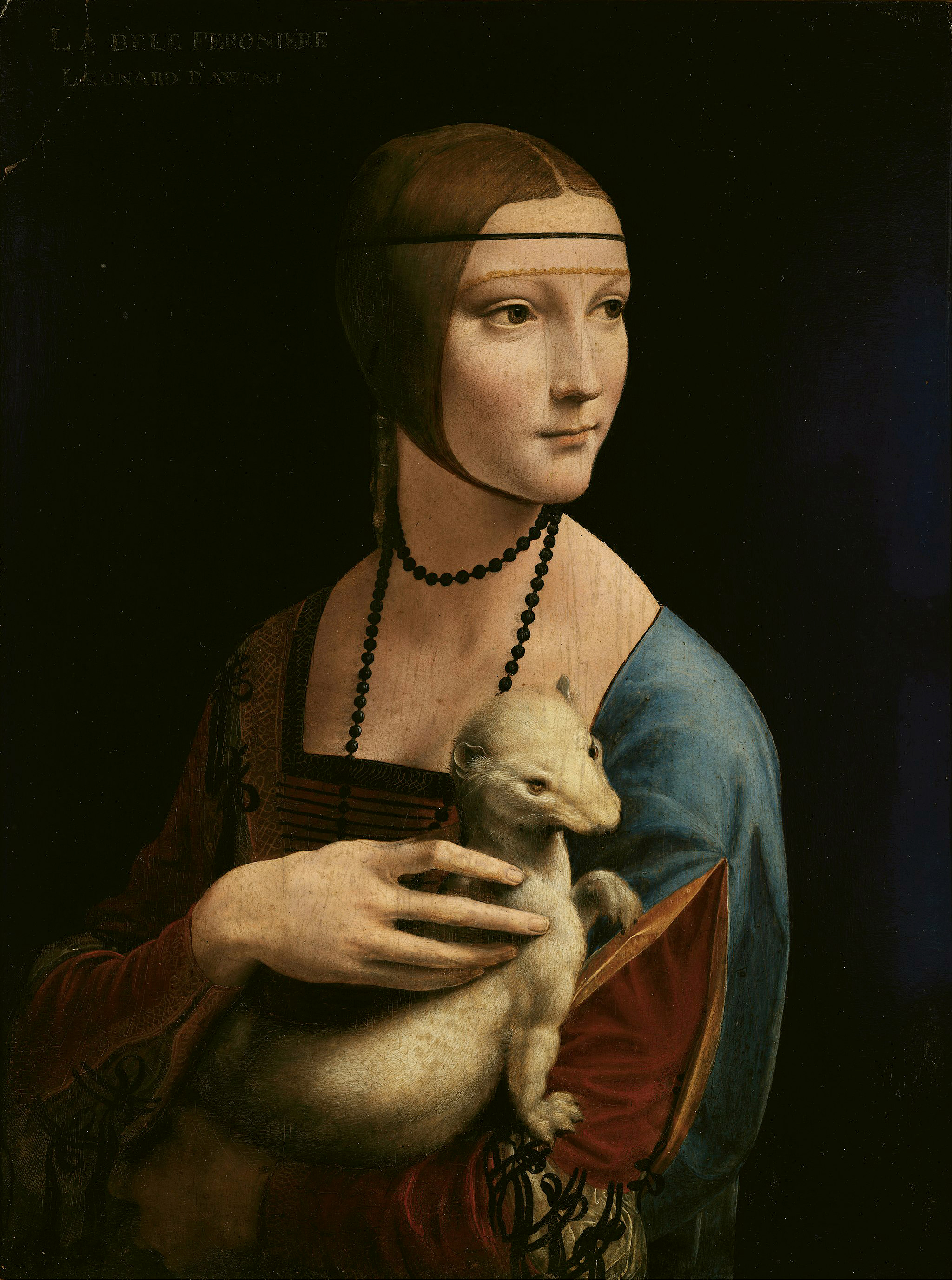
Dama con l'ermellino, nella quale si riconoscono le fattezze di Cecilia Gallerani (Museo Czartoryski, Cracovia, Polonia)
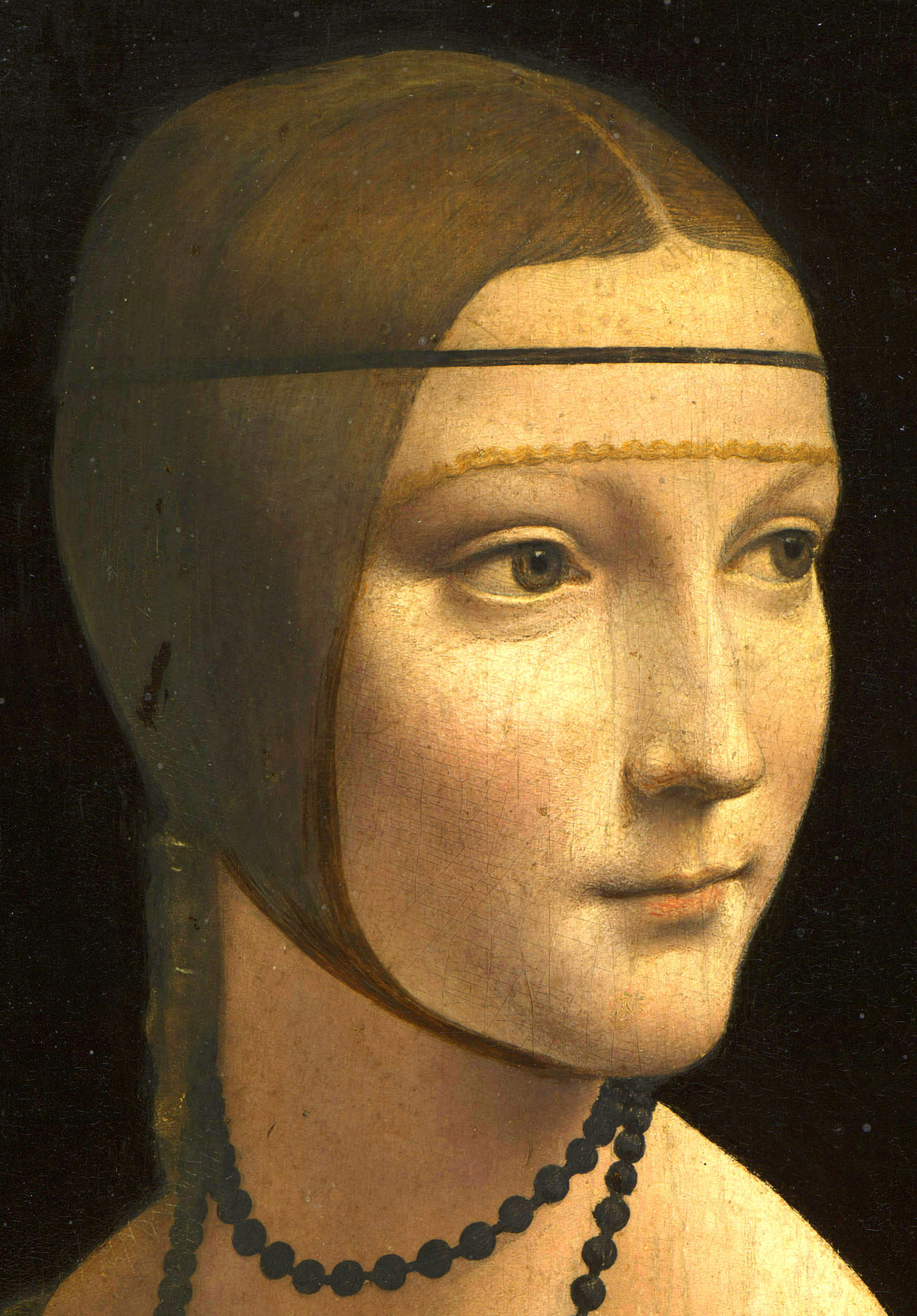
Dettaglio del volto della Dama con l'ermellino, nel quale si riconoscono le fattezze di Cecilia Gallerani (Museo Czartoryski, Cracovia, Polonia)